# Montreal, Maine and Atlantic Railway
Montreal, Maine and Atlantic Railway foi uma companhia ferroviária de transportes de cargas do Canadá e também dos Estados Unidos.  Ela ligava  Montreal, no Quebec a Bangor, no estado de Maine e Edmundston na província canadiana de Novo Brunswick. Ele atravessa a fronteira Canadá-Estados Unidos entre o Quebeque e o estado do Maine. É propriedade da Rail World Inc.
No Canadá é um caminho de ferro local com jurisdição estatal.

Operava  1192 quilómetros atendendo clientes do Maine, Vermont, Quebec e Novo Brunswick. Entrou em bancarrota em 7 de agosto de 2013, devido a dificuldades financeiras., até à bancarrota tinha 179 funcionários.